# Epichnopterix dolomitella
Epichnopterix dolomitella är en fjärilsart som beskrevs av Hans Rebel 1910. Epichnopterix dolomitella ingår i släktet Epichnopterix och familjen säckspinnare. Inga underarter finns listade i Catalogue of Life.